# Sisyrinchium laetum
Sisyrinchium laetum är en irisväxtart som först beskrevs av Pierfelice Ravenna, och fick sitt nu gällande namn av J.M.Watson och A.R.Flores. Sisyrinchium laetum ingår i släktet gräsliljor, och familjen irisväxter. Inga underarter finns listade i Catalogue of Life.